# Blaye
Blaye je francouzská obec v departementu Gironde v regionu Akvitánie. V roce 2010 zde žilo 4 802 obyvatel. Je centrem arrondissementu Blaye.

## Vývoj počtu obyvatel
Počet obyvatel 